# Косарев, Юрий Гаврилович
Ю́рий Гаври́лович Ко́сарев (12 января 1922, Калязин — 2 сентября 2017, Новосибирск) — советский и российский математик и специалист по вычислительной технике, профессор, доктор технических наук. Один из создателей института математики СО РАН с вычислительным центром, разработчик информационных технологий. Создатель методологии решения трудоемких вычислительных задач из различных сфер деятельности. Участник разработки и запуска в серийное производство вычислительной системы «Минск-222». Автор труда «Введение в Онтокосмизм».

## Биография
Родился 12 января 1922 года в городе Калязине, в семье военнослужащих Косарева Гавриила Ивановича (1894—1979) и врача-хирурга Нагорной-Косаревой Валентины Васильевны (1894—1978), старшего врача полка Красной армии.
В 1940 году оканчивает среднюю Киевскую школу № 25. 1940-1941 учеба в Киевском авиационном институте. 1941—1946 служба в Красной Армии. С 1942 по 1944 г. старший техник Главного Управления заказов ВВС Советской армии. Демобилизован в 1946 г. Участник Парада  Победы.
1946—1950 физический факультет Киевского университета. В 1950 году аспирант кафедры экспериментальной физики.

## Научная карьера
- 1950 — направлен на работу в Главном Управлении Специальной Службы при ЦК КПСС.
- 1950—1951 в Киеве и 1951—1959 в Москве занимается разработкой методов и технических средств дешифровки сообщений, закодированных с помощью машин.
- В 1958 году становится кандидатом технических наук.
- 1959—2008 — работа в Институте Математики СО АН СССР/СО РАН в Новосибирске.
- 1959—1963 — зам. директора Института по Вычислительному Центру.
- 1963—1989 — заведующий лабораторией Информационно-логических систем.
- 1971 — защита докторской диссертации на тему «Синтез функциональных структур вычислительных систем с управляемыми связями».
- 1989—2008 — главный научный сотрудник Института Математики СО АН СССР.

Похоронен на Южном кладбище Новосибирска (квартал 24).